# Une idée folle
Pour plus de détails, voir Fiche technique et Distribution.
Une idée folle est un film franco-allemand, réalisé par Max de Vaucorbeil et sorti dans les salles en 1933.
Il s'agit d'une adaptation de la pièce de théâtre Ein toller Einfall de Carl Laufs (de).

## Fiche technique
- Réalisateur : Max de Vaucorbeil
- Scénaristes : René Pujol, Fritz Zeckendorf et Philipp Lothar Mayring, d'après la pièce de théâtre de Carl Laufs
- Dialogues : René Pujol
- Photographie : Georges Asselin
- Musique : Casimir Oberfeld 
  - chanson : « La femme est faite pour l'homme » (de Oberfeld, Pujol et Pothier) ; chantée par Arletty)
- Directeur de production : Jacques Natanson[1]
- Sociétés de production :  Via Films (France) et UFA - Babelsberg Film (Allemagne)
- Pays :  France
- Format : Son mono  - Noir et blanc - 1,37:1
- Durée : 95 minutes
- Date de sortie : 
  - France - 28 avril 1933

## Distribution
- Marc Dantzer : Paul
- Lucien Baroux : Victor
- Arielle : Evelyn
- William Aguet
- Arletty : Anita, danseuse
- Hubert Daix : Michel Fradin
- Jean Hubert : Auguste
- Gaston Jacquet : Brown-Duvant
- Emmy Lynn : Mabel
- Marcelle Monthil : Rosalie
- Sinoël : Dr. Toubat